# Coconuts (1985)
Coconuts – Immer Ärger mit der Kohle (österreichischer Originaltitel: Coconuts) ist eine österreichisch-deutsche Action-Abenteuerkomödie aus dem Jahre 1985. Neben Olivia Pascal, Mario Adorf und Hanno Pöschl wirkte erstmals der Musiker Rainhard Fendrich in einem Spielfilm mit und lieferte das Titellied.

## Handlung
Der LKW-Fahrer Grein entsorgt unterwegs wertlose Kisten aus seiner Ladung. Er ist Handlanger des Großbetrügers Siemann, der so Versicherungen und Logistikunternehmen prellt. Als die Polizei Siemann in seinem Anwesen in Österreich verhaftet und abführt, gelingt es diesem, eine Waffe in die Hände zu bekommen, zwei Polizeiautos in Brand zu schießen und die Überzahl Beamter zu überlisten. Grein erscheint, nutzt die Verwirrung aus und bemächtigt sich zweier Plastiksäcke voller Geld, das Siemann versteckt hat. Er stürzt in ein Schwimmbecken, in dem die schöne Vera badet. Sie kommen durch die Polizeiabsperrung, indem Vera einen Tanklaster mit einem brennenden Pfeil harpuniert und zur Explosion bringt. Anschließend ruft Grein seinen Kumpan Bosch an, einen arbeitslosen Schauspieler, der sich gerade eines Vollstreckungsbeamten erwehrt. Bosch holt sie ab.
Grein und Bosch gehen umgehend den Fahndern ins Netz und landen im Zuchthaus. Nach der Entlassung entdeckt Grein in einem Herrenmagazin Fotos von Vera, von der Bosch weiß, dass sie in Italien lebt. Um dorthin zu kommen, führen sie am Bahnhof ein Orchester in die Irre und ergattern dessen Fahrkarten. Der schwule Bosch macht sich Hoffnungen, Grein zu erobern, der seine Avancen aber abweist. In Sizilien suchen sie während Monaten vergeblich nach Vera, bis der Vermieter sie wegen ausstehender Zahlungen rauswirft. Zufällig erkennen sie in einem Auto Vera. Sie lebt mit Siemann auf einem Landgut. Grein will von Siemann das Geld, auf das er Anspruch erhebt, einfordern, doch Siemann überredet die beiden, bei einem Banküberfall mitzumachen. Dass Grein und Vera sich miteinander abgeben, bringt Bosch zur Verzweiflung, weil er Grein für sich gewinnen will. Vera gelingt es, Bosch zu verführen, der Geschmack an ihr findet. Die beiden Männer erfahren, dass Vera Siemanns Tochter ist und leben mit ihr nun in einer Ménage à trois. Auf den Überfall auf eine Bank und Minuten später noch auf einen Geldtransporter folgt eine Fluch vor und Schießerei mit den Carabinieri. Um diese von seiner Tochter abzulenken, rast Siemann mit dem Wagen in einen Kanal. Grein, Bosch und Vera entkommen nach Paraguay. In der Militärdiktatur werden sie für Kommunisten gehalten und in ein Foltergefängnis gesteckt. Nach einer Scheinexekution müssen sie mit dem Kommandanten mitfliegen, der sie mit Fallschirmen über dem Urwald abwirft, damit sie dort Kokosnüsse pflanzen.

## Produktionsnotizen
Die Dschungel-Sequenzen wurden in der Lobau gedreht, die Meer-Sequenzen in Jugoslawien bei Pula. Die deutsche Erstaufführung war am 1. Februar 1985.

## Kritiken
Die Cinema hält den Streifen für „Actionklamauk“. Für den Fischer Film Almanach war die „anspruchslose Geschichte“ zwar „schrill und schräg gemeint – doch genau eine Spur daneben“. Laut film-dienst habe der Film nichts zu erzählen, entbehre Originalität und verwende übliche Genre-Elemente. Man finde „alle nur denkbaren zynischen Witzchen und abgestandene Zoten“.